# 로디지안 리지백

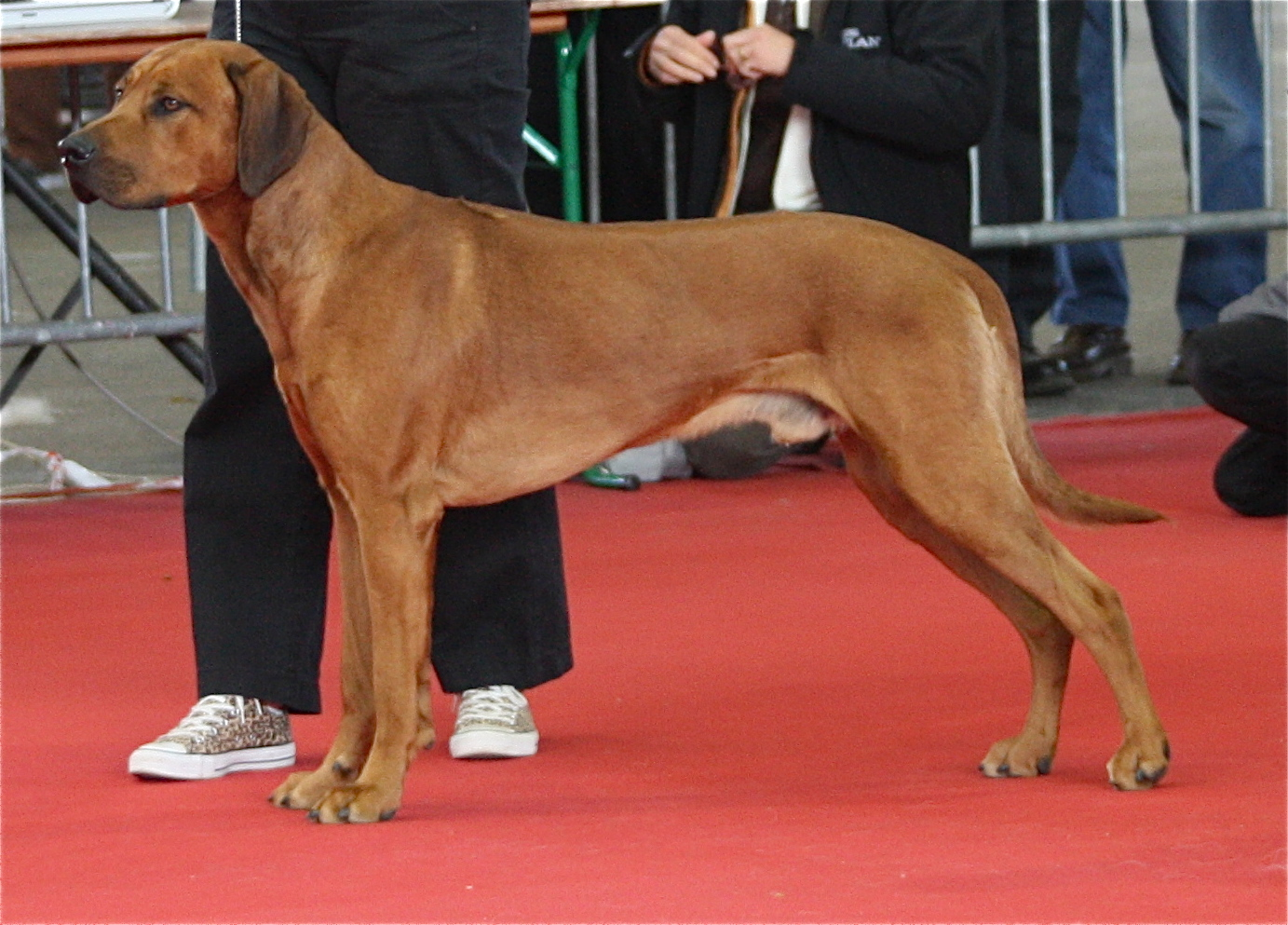
로디지안 리지백

로디지안 리지백(Rhodesian Ridgeback)은 아프리카 남부 로디지아(지금의 짐바브웨) 원산의 개 품종으로, 사자를 사냥하기 위한 사냥개로 주로 이용되었다. 어깨부터 고관절까지의 등에 이랑 모양으로 피모의 융기선이 특징이다. 전체적으로 근육질이며 광택이 있는 짧은 직모가 촘촘하게 배열된 피모를 가지고 있다. 

## 같이 보기
- 수렵견